# Mithilfe von Kindern im Haushalt

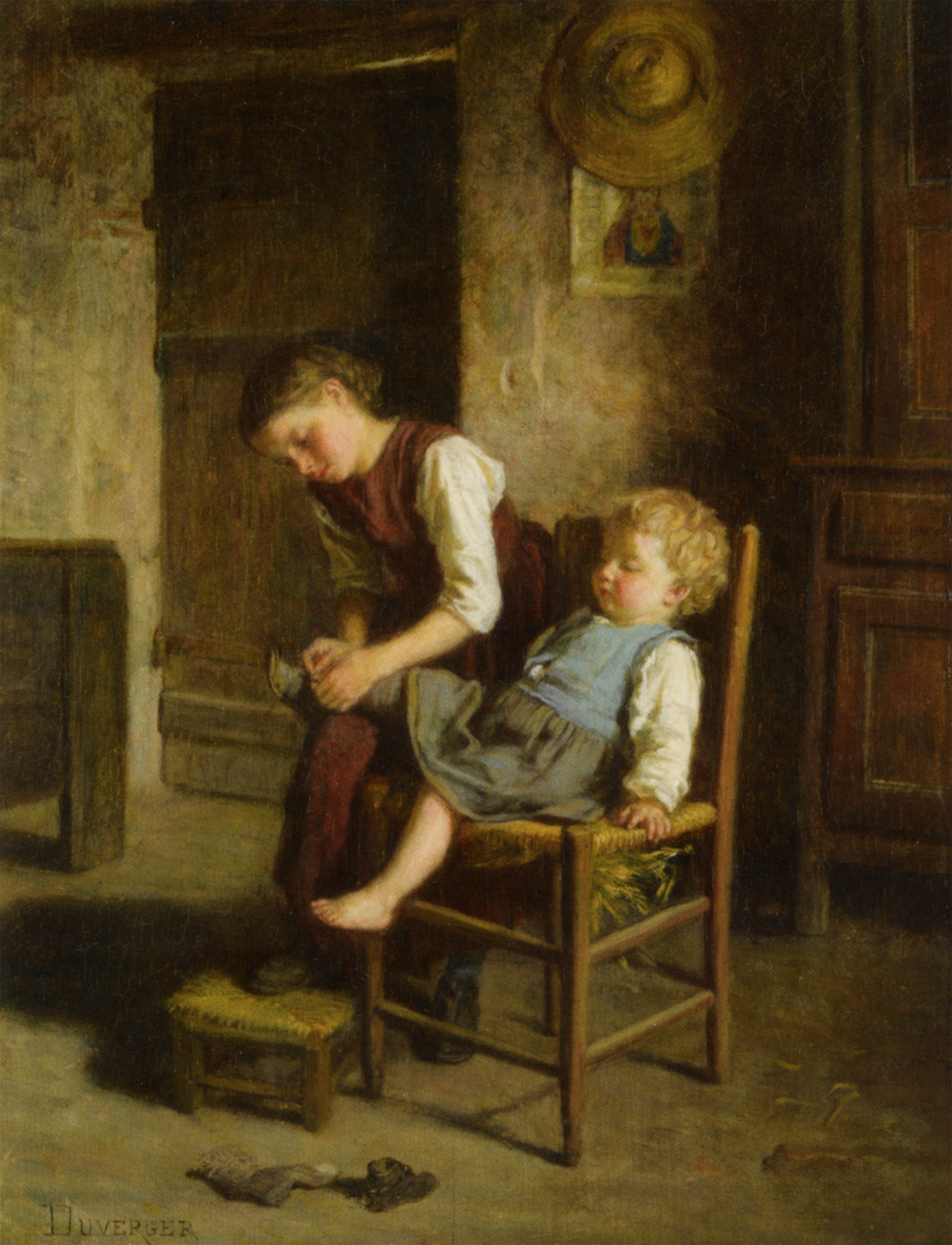
Ein Mädchen zieht der kleinen Schwester Strümpfe und Schuhe an. Ölgemälde von Theophil-Emmanuel Duvenger, um 1900.

Die Mithilfe von Kindern im Haushalt ist in Deutschland durch § 1619 des Bürgerlichen Gesetzbuches geregelt:

„§ 1619 – Dienstleistungen in Haus und Geschäft
Das Kind ist, solange es dem elterlichen Hausstand angehört und von den Eltern erzogen oder unterhalten wird, verpflichtet, in einer seinen Kräften und seiner Lebensstellung entsprechenden Weise den Eltern in ihrem Hauswesen und Geschäft Dienste zu leisten.“

## Rechtliche Einzelheiten
Die Dienstleistungspflicht besteht unabhängig davon, ob das Kind minderjährig, volljährig, ledig oder verheiratet ist. Sie besteht jedoch nur bei Kindern, die nicht anderweitig voll erwerbstätig sind. Die Pflicht zur Mithilfe soll in der Regel mit dem 14. Lebensjahr beginnen.
Bei minderjährigen Kindern, die sich noch in der Ausbildung befinden, dürfen die Eltern nur so viel Mitarbeit fordern, dass die Ausbildung nicht beeinträchtigt wird. Wenn Eltern ihre Rechte aus § 1619 missbrauchen, kann das Familiengericht unter den Voraussetzungen des § 1666 (Gerichtliche Maßnahmen bei Gefährdung des Kindeswohls) dagegen vorgehen. Ein volljähriges Kind kann sich der Dienstleistungspflicht jederzeit dadurch entziehen, dass es aus dem Elternhaus auszieht.
Der zum 1. Januar 1980 novellierte § 1626 Abs. 2 BGB (Elterliche Sorge, Grundsätze) wurde vom Gesetzgeber so verstanden, dass es zur Wahrnehmung der elterlichen Erziehungsverantwortung gehöre, Kinder an die Übernahme eigener Verantwortlichkeiten und Pflichten sowie an ihre Möglichkeiten und Grenzen heranzuführen.
§ 1619 BGB ist eine der wenigen gesetzlichen Regelungen in Deutschland, die Dienstleistungen auf eine außervertragliche Grundlage stellen. Ein weiteres Beispiel ist § 1360 BGB, der Verheiratete zum Familienunterhalt verpflichtet.

## Geschichte
Die Vorschrift über die familienrechtliche Mitarbeitspflicht der Kinder war im BGB ursprünglich als § 1617 eingeordnet. Mit der Reform des Nichtehelichenrechts rückte sie am 1. Juli 1970 auf den Platz des frei gewordenen § 1619.
Im frühen 20. Jahrhundert hatte der damalige § 1617 wichtige praktische Konsequenzen, weil er festlegte, dass der Erwerb des Kindes im Haushalt und Geschäft der Eltern direkt den Eltern zufiel, ohne zuvor Eigentum des Kindes zu werden. Aufgrund wirtschaftlicher, gesellschaftlicher und kultureller Veränderungen ist die Bedeutung der Mitarbeitspflicht seither stark zurückgegangen. Eine Rolle spielt sie heute noch in der Landwirtschaft und im Handwerk.

## Rechtsprechung
Eine zwangsweise Durchsetzung der Dienstleistungspflicht scheidet von jeher selbst bei volljährigen Kindern aus, da ein entsprechendes Gerichtsurteil aufgrund von § 888 Abs. 3 ZPO analog (Nicht vertretbare Handlungen) nicht vollstreckbar wäre. Ihre Verweigerung berechtigt die Eltern grundsätzlich auch nicht, dem weigernden Kind den Unterhalt zu versagen.
In der juristischen Literatur erscheint die Mithilfepflicht heute bestenfalls noch in schadensersatzrechtlichen Zusammenhängen, z. B. wenn ein Kind durch Verschulden eines Dritten getötet wird, sodass es seinen Dienstleistungen im Elternhaus nicht mehr nachkommen kann. Die Eltern können in solchen Fällen auf der Grundlage von § 1619 und von § 845 (Ersatzansprüche wegen entgangener Dienste) gegen den Verursacher Schadensersatzansprüche geltend machen.
Zudem sind die Eltern an das Jugendarbeitsschutzgesetz gebunden, das erlaubt Kindern aber „geringfügige Hilfeleistungen […] aufgrund familienrechtlicher Vorschriften“. Dabei ist die Voraussetzung, dass die Arbeit der Entwicklung, Alter und der Kraft des Kindes entspricht. Die Rechtsprechung hält 3,5 bis 7 Wochenstunden bei 12-jährigen Kindern für zumutbar. Wenn die Kinder älter werden, lockert das Jugendarbeitsschutzgesetz die Restriktionen stufenweise.